# Limenitis massilia
Limenitis massilia är en fjärilsart som beskrevs av Felder 1867. Limenitis massilia ingår i släktet Limenitis och familjen praktfjärilar. Inga underarter finns listade i Catalogue of Life.